# Marcos de Sobremonte
Marcos de Sobremonte (1609 - 10 de agosto de 1681) foi um prelado católico romano que serviu como bispo de Porto Rico (1677–1681).

## Biografia
Marcos de Sobremonte nasceu em 1609 em Caracas. A 13 de setembro de 1677, foi escolhido pelo Rei da Espanha e confirmado pelo Papa Inocêncio XI como Bispo de Porto Rico. Serviu como Bispo de Porto Rico até à sua morte a 10 de agosto de 1681.